# Erannis subrufaria
Erannis subrufaria är en fjärilsart som beskrevs av Uffeln 1938. Erannis subrufaria ingår i släktet Erannis och familjen mätare. Inga underarter finns listade i Catalogue of Life.